# Andersrum
Andersrum ist eine deutsche Komödie, die 2005 auf ProSieben erstmals ausgestrahlt wurde. Der Fernsehfilm basiert auf einer Idee der Schauspieler Heiner Lauterbach und Mark Keller, die auch Regie führten und die Hauptrollen spielten.

## Handlung
Der Film beginnt mit der Rahmenhandlung: Toni und Ferdinand haben gemeinsam ein Buch geschrieben. Bei einer Buchpräsentation lesen sie aus ihrem Werk.
Die Handlung beginnt 1968: Während Toni schon 13 Jahre zählt, ist Ferdinand damals noch ein Säugling. Von seinen Eltern im Wald ausgesetzt, wird er von dem homosexuellen Pärchen Ludwig (genannt „Laila“) und Harry gefunden und adoptiert. Die beiden ziehen ihn auf. Ferdinand wird durch das Vorbild der beiden stark geprägt und steht als junger Erwachsener durch sein tuntiges Verhalten am Rand der Gesellschaft.
Er arbeitet in einer Parfümerie und düst auf seiner rosa Vespa durch die Stadt. „Mutter“ Laila ist der festen Überzeugung, dass sein Sohn schwul ist und will Ferdinand mit anderen Männern verkuppeln. Ferdinand liebt tatsächlich Louise, die ihn aber ebenfalls für schwul hält und ihn deshalb nur als sehr guten Freund wahrnimmt. Toni ist währenddessen Buchautor geworden, wohnt fast gratis in einem Musterhaus und ist ein gefühlloser Macho, der nicht weiß und sich auch nicht dafür interessiert, was Frauen und insbesondere seine Freundin sich wünschen.
Ferdinands und Tonis Wege beginnen, sich zu kreuzen. Ferdinand erfährt, dass seine Louise den Buchhalter Rainer heiraten will, Toni wird wegen Nichtbeachtung von seiner Freundin Marina verlassen. In einer Kneipe treffen beide erneut aufeinander und ertränken dann gemeinsam ihren Kummer. Toni erklärt Ferdinand, warum er kein Glück bei den Frauen hat, und sie wanken zusammen nach Hause. Am nächsten Morgen erwachen sie nackt in Ferdinands Bett. Passiert ist zwischen ihnen jedoch nichts, auch wenn die hereinplatzende Laila das gerne glauben würde.
Durch Zufall treffen die beiden Männer sich wieder. Jetzt bittet Ferdinand Toni, ihm dabei zu helfen, sich wie ein „richtiger“ Mann zu verhalten. Er zieht zu Toni, erhält ein neues Styling und bekommt Unterricht in maskulinem Benehmen. Ferdinand lernt, dass Männer im Stehen pinkeln, nicht Blockflöte spielen, nicht tanzen außer im äußersten Notfall auf eine männliche Art und dass John Travolta oder sein Drehbuchschreiber eine Tunte sein muss. Sein rosa Roller, ein Geschenk seiner Eltern, kommt in die Schrottpresse.
Toni hat derweil Probleme, seinen aktuellen Roman fertigzustellen. Ferdinand und Toni verbringen stattdessen ihre Zeit damit, ihre Freundinnen (wieder) zu erobern. Es stellt sich heraus, dass auch die Freundinnen miteinander befreundet sind. Toni überzeugt Louise davon, dass Ferdinand nicht schwul ist, woraufhin diese Ferdinand vorwirft, ihr unter dem Anschein seines Schwulseins intimste Dinge entlockt zu haben.
Ferdinand entdeckt Tonis vernachlässigtes Manuskript auf dessen Computer und schreibt es kurzerhand heimlich zu Ende. Toni findet einen Zugang zu seinen Gefühlen, bittet Marina öffentlich um Verzeihung und macht ihr einen Heiratsantrag. Louises Verlobter Rainer zieht eigenmächtig den Hochzeitstermin vor und verstört Louise außerdem mit dem Plan, ins Dachgeschoss bei seinen Eltern einzuziehen. Toni entdeckt den fertigen Roman und findet ihn nach erstem Ärger brauchbar. Am geplanten Hochzeitstermin von Rainer und Louise verhindern Toni und Ferdinand mit Hilfe von Marina unter Turbulenzen die Heirat der beiden. Louise gibt Rainer noch im Standesamt den Laufpass.
Der Film endet bei der Buchpräsentation, wo Toni das Fazit zieht, dass beide Männer voneinander etwas gelernt hätten und darüber hinaus jetzt glücklich mit ihren jeweiligen „Schnecken“ seien, die sie demnächst heiraten werden.

## Kritiken
„Was an der spritzigen Komödie allerdings für militante Stereotypen-Gegner zum großen Problem werden könnte: Ein Klischee jagt das nächste, aber genau das macht das Flair des Films aus. Wer das ganz und gar nicht verkraftet, sollte besser nicht einschalten. Für alle anderen, die Vorurteile mit einer gehörigen Portion Humor sehen können, ist ‚Andersrum‘ genau das richtige.“

„Rosa Vespa gegen Betonpfeiler … ein völlig überzogener, tendenziell homophober Unfug mit allerhand überholten Klischees und mittelmäßigem Klamauk.“

„Klischee allein ist zu wenig. … Ein Macho lehrt einen Möchtegern-Macho. Das reicht für eine (müde) Pointe, nicht aber für eineinhalb Stunden. Wir haben trotzdem durchgehalten. Und dabei überlegt, ob wir uns für alle Fälle ‚Ein Käfig voller Narren‘ ausborgen sollten. Obwohl wir es schon kennen. Weil es klischeehaft und trotzdem witzig ist.“

„‚Käfig voller Dilettanten‘ bzw. ‚Mann, was für ein Schund!‘ … Heinz Hoenig und Rolf Zacher delirieren hier nämlich als schwules Elternpaar, stark gepudert und mit Fistelstimmen, durch eine "Ein Käfig voller Narren"-Variation. Ein grausamer Klamauk, der einen neuen historischen Tiefpunkt in der immer weiter abfallenden Kurve der eigenproduzierten Pro-7-Comedys markiert.“

„Holla die Waldfee! … Die Dialoge klingen jedenfalls ganz so, wie wenn einem tschechischen Pornofilm der Drehbuchschreiber durchgebrannt ist.“

„(Queer as Folk) … Und hier zu Lande? Dürfen Mark Keller und Heiner Lauterbach – ein ganzer Mann dank Jenny – ihre Draufsicht auf Homosexuelle in ein Drehbuch packen.“